# Кротоне (провинция)
Кротоне (итал. Provincia di Crotone) — провинция в Италии, в регионе Калабрия.

## Физико-географическая характеристика
Провинция расположена на берегу Ионического моря и граничит с провинциями Катандзаро и Косенца на юго-западе и северо-западе соответственно.
Крупнейшим водоёмом провинции является водохранилище Амполлино, образованное в результате строительства дамбы на одноимённой реке.
На берегу моря расположен морской заповедник Капо-Риццуто (Capo Rizzuto) площадью 13 тысяч гектаров и с длиной береговой линии 37 км. Кроме того, на территории провинции расположена часть национального парка Сила.
Столицей провинции является город Кротоне, расположенный на побережье.

## История
Провинция была образована в 1992 году на части территории провинции Катандзаро, по другим данным отделение произошло в 1996 году. Предположительно, название провинции происходит от древнегреческого kroton — клещевина. Другое происхождение названия даёт легенда Овида. Согласно этой легенде, Геркулес, возвращаясь из одного из своих походов, основал город в память о своём друге Кротоне, которого он сам смертельно ранил. В этом городе была основана школа пифагорейцев, а также родился олимпийский атлет Мило.

## Население
К 1 января 2014 года по данным национального института статистики население провинции составляло 174 068 человек, из них женщин — 88 326, мужчин — 85 742.
В провинции находится 27 населённых пунктов:
- Бельведере-ди-Спинелло
- Верцино
- Изола-ди-Капо-Риццуто
- Казабона
- Каккури
- Карфицци
- Кастельсилано
- Котроней
- Кротоне
- Круколи
- Кутро
- Мезорака
- Мелисса
- Паллагорио
- Петилия-Поликастро
- Роккабернарда
- Рокка-ди-Нето
- Савелли
- Сан-Мауро-Маркезато
- Сан-Никола-делл’Альто
- Санто-Северина
- Скандале
- Стронголи
- Умбриатико
- Черенция
- Чиро
- Чиро-Марина

## Культура
В городе Кротоне расположен замок Чарльза V, построенный в XVI веке. Арагонский замок Ле Кастелла (итал. Le Castella), построенный на небольшом острове, соединён с материком настолько узкой полоской земли, что доступен только пешим.
В национальном археологическом музее в Кротоне находится, среди прочих уникальных экспонатов, Hera’s treasure. Около столицы находится также археологический парк Капо-Коллано (Capo Collano), который включает развалины древнего замка Hera Lacinia, датируемые 5 веком до н. э. Ежегодно в августе в Каккури проходит музыкальный фестиваль.